# Dekalog, pięć
Dekalog, pięć (polonès: Decàleg, cinc) és la cinquena part de Dekalog, la sèrie de pel·lícules dramàtiques dirigida pel director polonès Krzysztof Kieślowski per a televisió, possiblement connectada amb l’imperatiu cinquè dels Deu Manaments: "No cometràs assassinat".
Un assassinat brutal i aparentment sense motiu reuneix un jove vagabund, Jacek (Mirosław Baka), un taxista (Jan Tesarz) i un advocat idealista, Piotr (Krzysztof Globisz). Aquesta és l'única de les pel·lícules amb una posició política explícita, que reflecteix l'oposició de Kieślowski a la pena de mort. Es va estrenar una versió cinematogràfica ampliada de 84 minuts d'aquest episodi com a Krótki film o zabijaniu.
Juntament amb Dekalog, sześć, la pel·lícula es va projectar a la secció de Cannes Classics al 69è Festival Internacional de Cinema de Canes.

## Argument
La pel·lícula comença amb Piotr Balicki (Krzysztof Globisz), un advocat jove i idealista que està a punt de presentar-se a l'examen d'advocat. Jacek Łazar (Mirosław Baka) és un jove de 19 anys, que ve del camp. Vaga pels carrers de Varsòvia i pel que sembla no té res a fer. No para de preguntar per una parada de taxis, però la primera que troba està molt ocupada. Waldemar Rekowski (Jan Tesarz), un taxista de mitjana edat, amb sobrepès i cruel, viu al bloc d'apartaments Dekalog. Gaudeix de la llibertat de la seva professió, amb un sou i el poder d'ignorar a les persones a qui no vol agafar al seu taxi, així com a les dones joves que destaquen.
Jacek fa bromes malicioses, inútils i despietades a la gent com tirar un desconegut als urinaris d'un lavabo públic, deixar caure pedres des d'un pont sobre vehicles que passen o embullar coloms que una dona gran vol alimentar. Té una fotografia d'una nena ampliada i després va a un cafè. El taxista passeja per la ciutat buscant un client. Jacek guarda un tros de corda a la bossa i un pal; s'enrotlla una mica de corda a la mà, però s'atura quan veu dues noies joves jugant a l'altre costat de la finestra del cafè i juga amb elles. Aleshores va a una parada de taxis i puja a un taxi, declinant falsament a cedir el seu taxi a altres persones que semblen molt més ocupades. El taxista és Waldemar Rekowski. Jacek demana que el portin a una part de la ciutat prop del camp. Allà, Jacek mata el conductor amb la corda, en una escena brutal i extensa en la qual ha d'acabar la seva matança amb una gran pedra mentre Rekowski demana clemència. Després agafa el taxi fins al riu i llença el cos. Jacek comença a menjar un sandvitx fet per la dona del taxista. Paral·lelament, encén la ràdio i escolta una cançó infantil sobre un lleó que aprèn a ser valent. Molest, en Jacek arrenca la ràdio del cotxe del tauler i la llança al riu.
Vam parlar amb Jacek al jutjat un any després, després d'haver estat condemnat per robatori i assassinat. L'advocat de Jacek és Piotr, en el seu primer cas després d'acabar la carrera de dret. Piotr, que abans va argumentar la immoralitat de la pena de mort, està angoixat per no haver pogut salvar el seu client d'una condemna a mort i entra a les sales del jutge per preguntar si un advocat més experimentat o articulat podria haver tingut èxit. El jutge ho nega, insistint que Piotr va oferir un dels arguments més eloqüents contra la pena de mort que mai ha sentit, però que el resultat mai podria haver estat diferent.
Abans de l'execució, en Jacek demana parlar per darrera vegada amb Piotr, que sabem que és un nou pare. Piotr li diu a Jacek que no va ser ell sinó el seu fet el que va ser condemnat; Jacek no veu cap distinció. Jacek revela que cinc anys abans la seva estimada germana de 12 anys va ser assassinada per un conductor borratxo que havia estat bevent vodka i vi amb Jacek. Jacek es pregunta si hauria viscut una vida millor si la seva germana no hagués mort. Demana ser enterrat al costat de la seva germana i el seu pare, tot i que només queda un lloc de sepultura que la seva mare hauria d'acceptar renunciar. Jacek demana a Piotr que li doni la foto ampliada de la noia a la seva mare.
Arriba el moment de l'execució, i en Jacek és retingut per diversos policies i restringit. El pengen amb una brusquedat violenta, amb Piotr un testimoni horroritzat.
L'escena final troba en Piotr assegut al seu cotxe al camp, repetint amb angoixa: "Ho avorreixo, ho avorreixo."

## Repartiment
- Mirosław Baka - Jacek
- Krzysztof Globisz - Piotr
- Jan Tesarz - taxista
- Zbigniew Zapasiewicz - inspector de policia
- Barbara Dziekan-Wajda - caixer

Actors d'altres episodis interpretant diferents papers:
- Aleksander Bednarz, Jerzy Zass, Zdzisław Tobiasz, Artur Barciś, Krystyna Janda, Olgierd Łukaszewicz